# Pterolophia sordidata
Pterolophia sordidata är en skalbaggsart som beskrevs av Francis Polkinghorne Pascoe 1865. Pterolophia sordidata ingår i släktet Pterolophia och familjen långhorningar. Inga underarter finns listade i Catalogue of Life.